# Central Garage

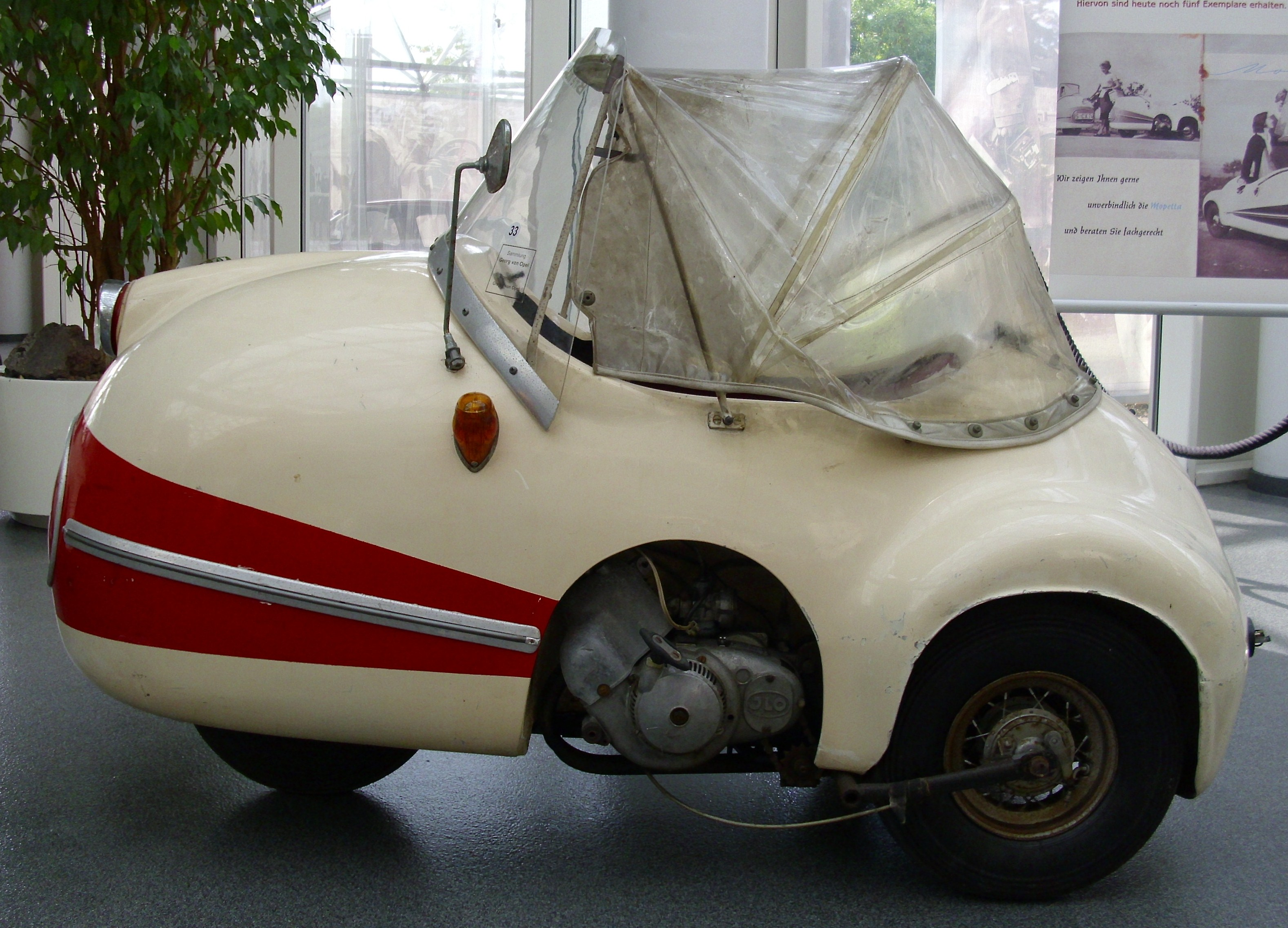
Opelit Mopetta von 1957/58 in der Ausstellung Vespen, Tiger, Spatz & Co.

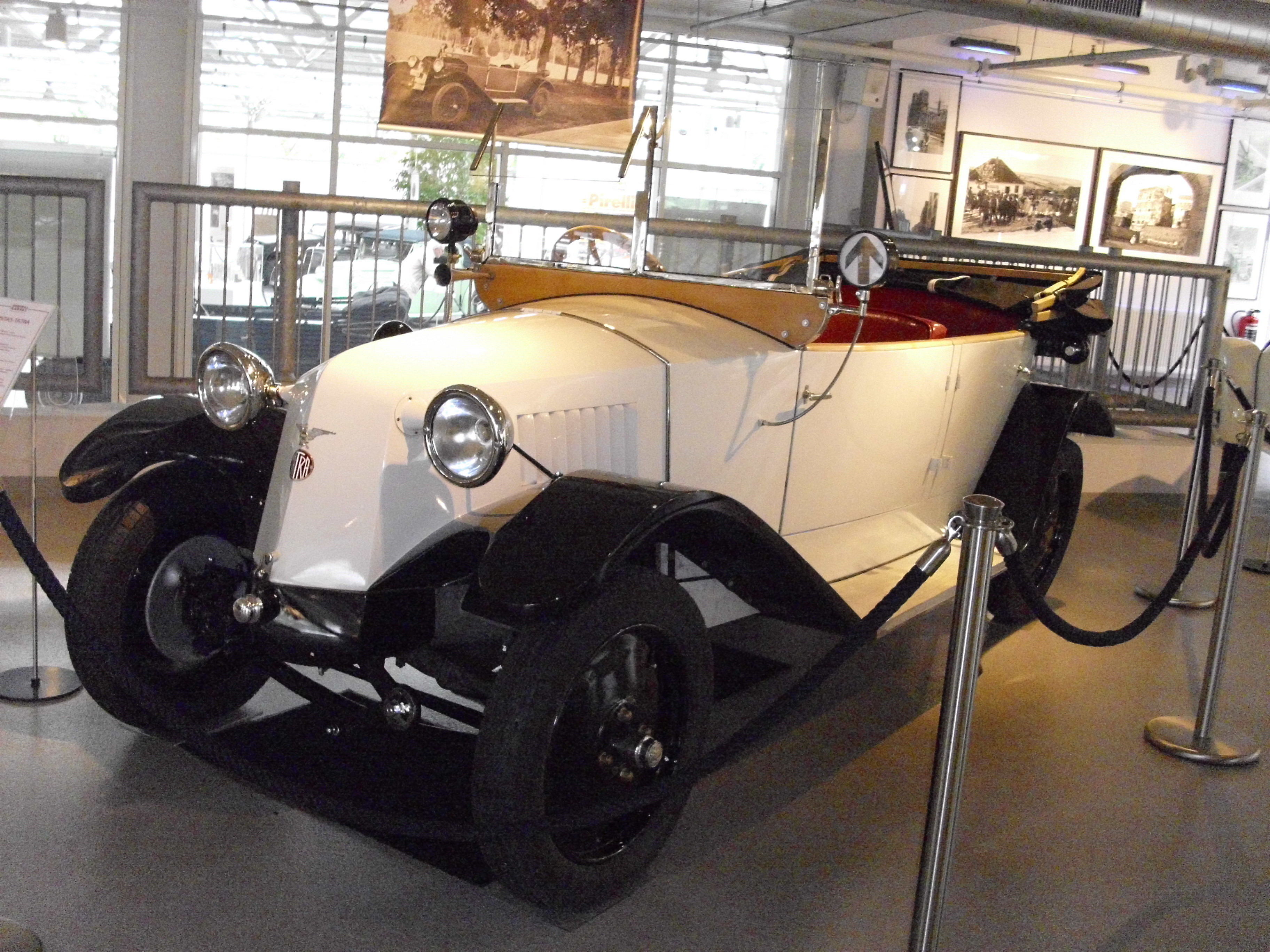
Unitás-Tatra von 1930 in der Ausstellung Tatra

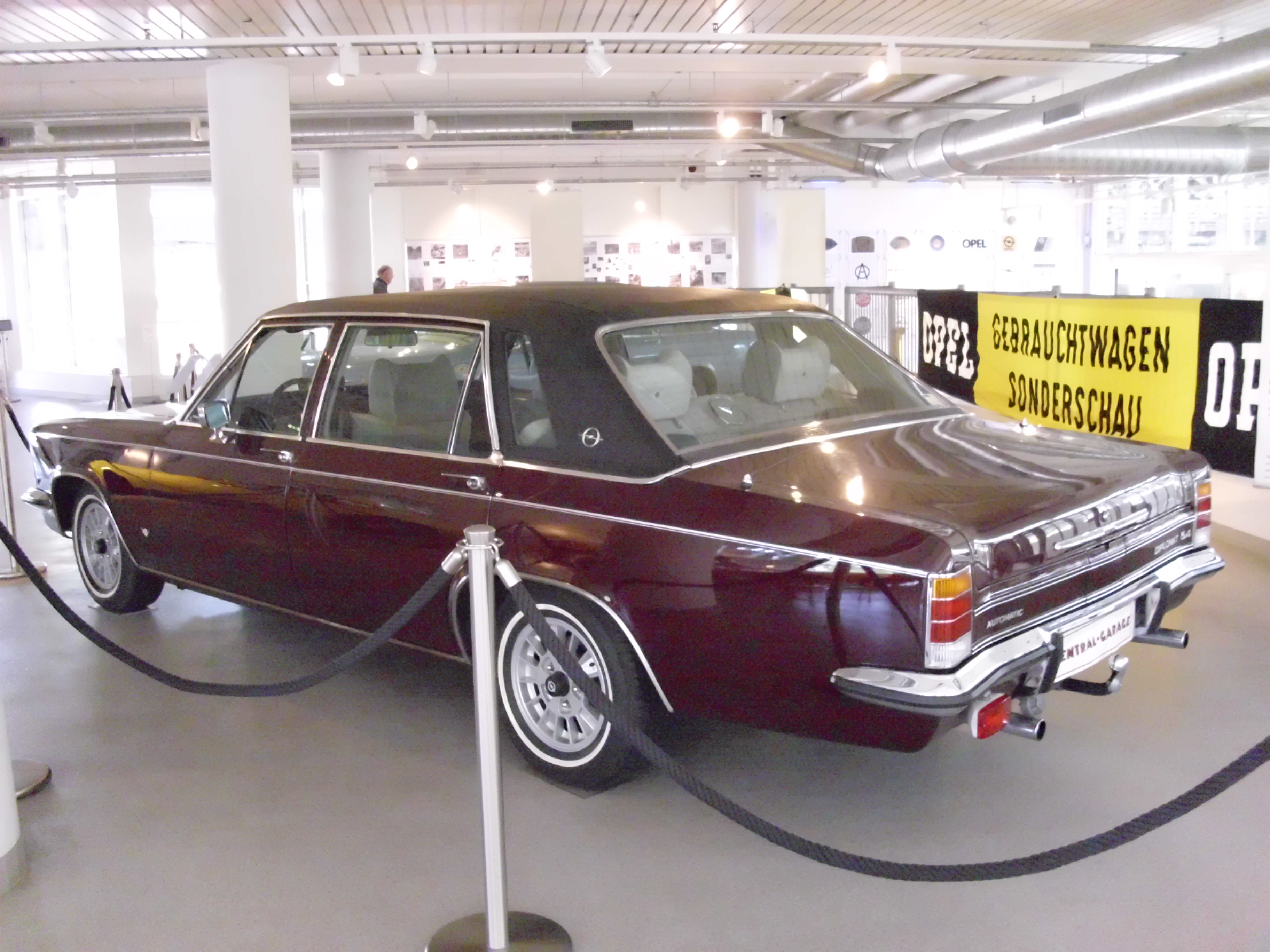
Opel Diplomat B von 1974 in der Ausstellung 150 Jahre Opel

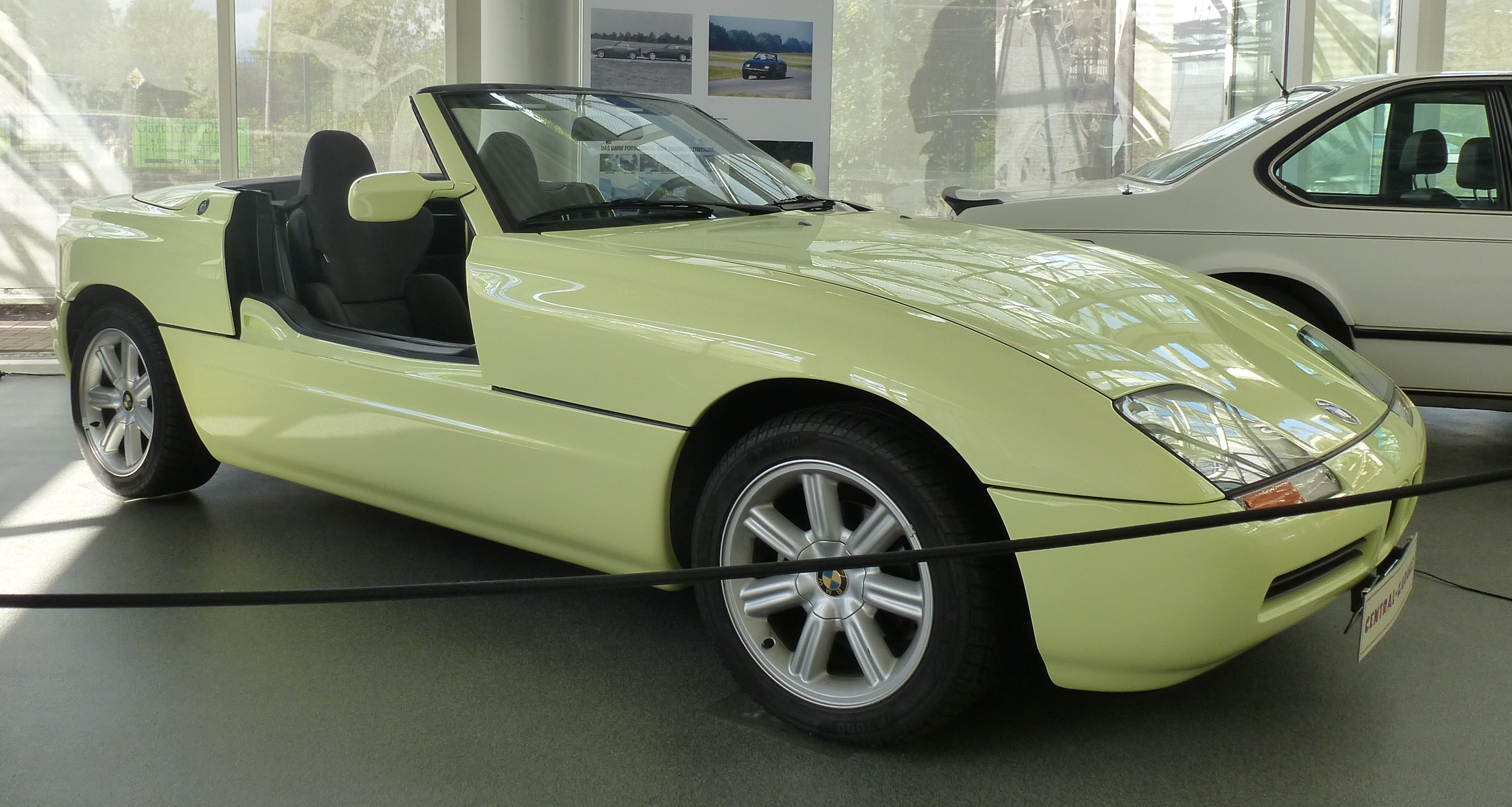
BMW Z1 in der Ausstellung 101 Jahre BMW

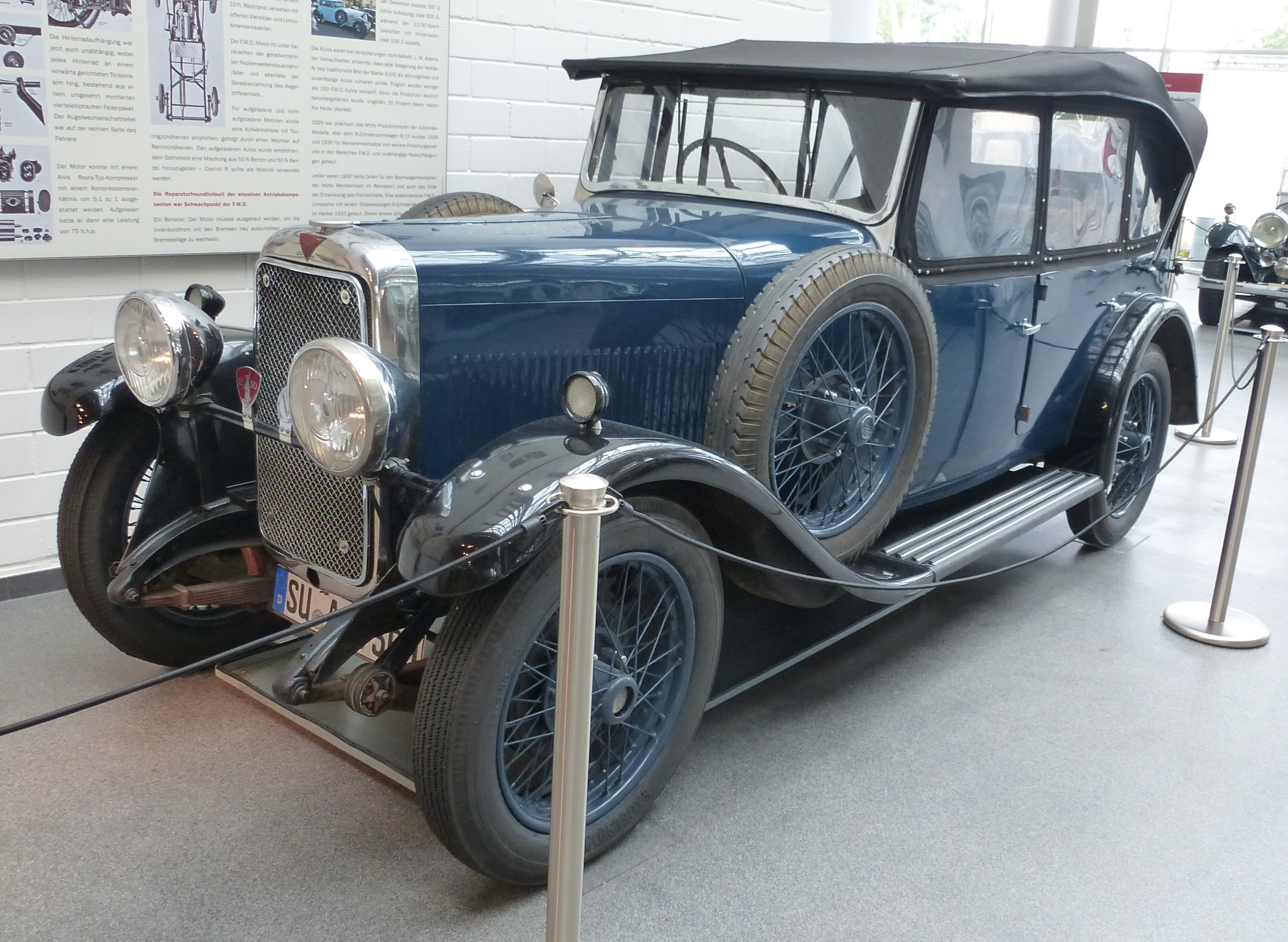
Alvis 12/50 in der Ausstellung Alvis

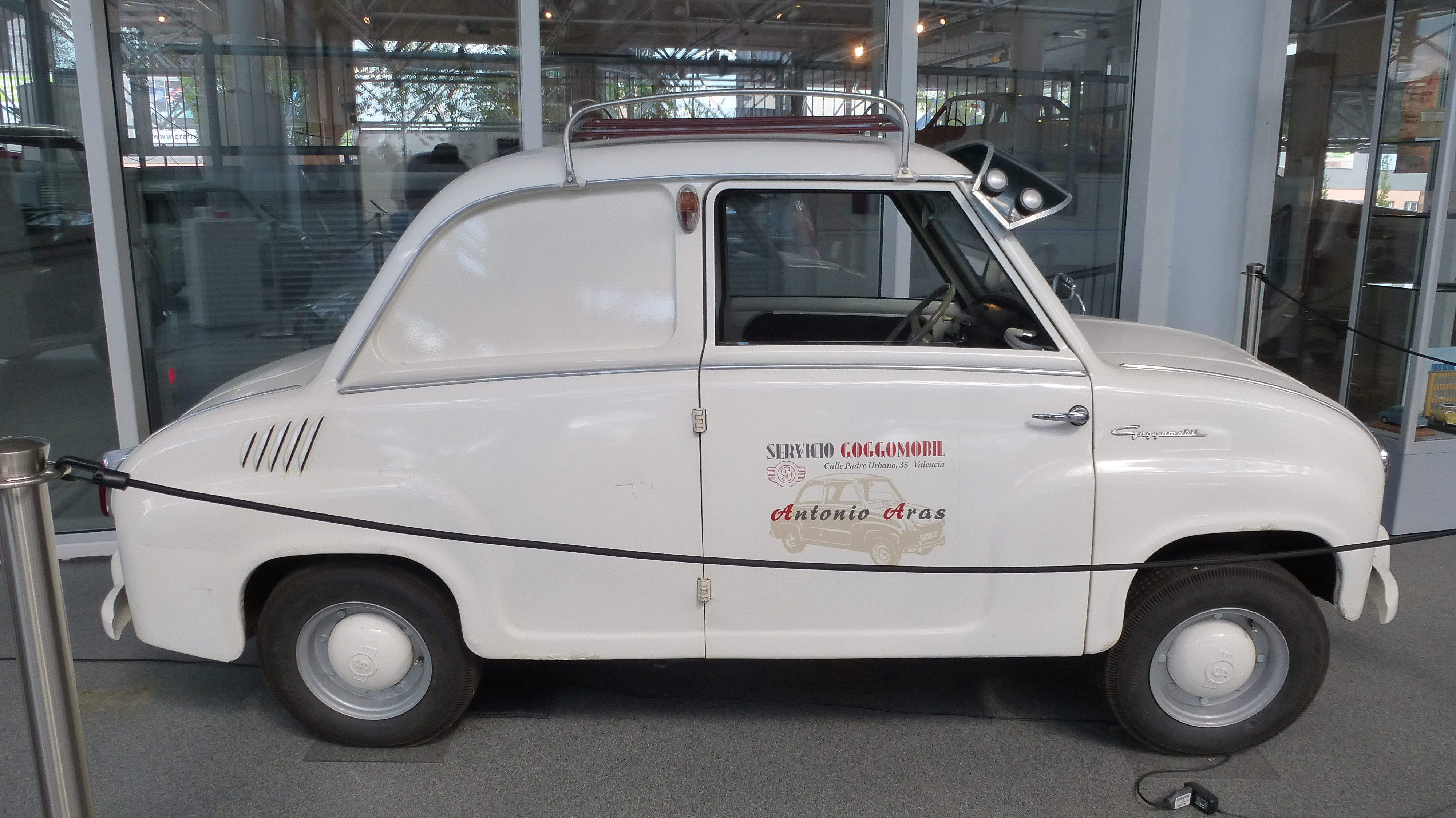
Goggomobil von Munguía in der Ausführung als Kastenwagen in der Ausstellung Glas Automobile – vom Goggomobil bis zum V8

Die Central Garage ist ein Automuseum in Hessen.

## Geschichte
Die Betreibergesellschaft Central Garage GmbH schloss am 14. September 2007 einen Gesellschaftsvertrag. Am 29. November 2007 wurde er geändert. Am 7. Dezember 2007 wurde die Gesellschaft in das Handelsregister der Stadt Bad Homburg vor der Höhe eingetragen. Am 22. Januar 2010 wurde Claus Dieter Dressel Geschäftsführer.
2007 öffnete das Museum. Die Grundfläche beträgt 670 oder 760 Quadratmeter. Es hat an fünf Tagen pro Woche geöffnet.
Einmal pro Jahr findet ein Oldtimertreffen für Autos, Motorräder und Nutzfahrzeuge statt.

## Ausstellungsgegenstände
In der Dauerausstellung befinden sich einige alte Zapfsäulen. Wechselnde Sonderausstellungen sorgen für Abwechslung. Die Ausstellungen befassen sich immer mit einem, selten mit zwei Themengebieten und laufen etwa sechs bis zwölf Monate. Während dieser Zeit kann es vorkommen, dass Fahrzeuge ausgetauscht werden. Viele Exemplare sind Leihgaben. Es sind immer etwa 20 Fahrzeuge ausgestellt.
Die Ausstellungen im Einzelnen:
| Zeitraum  | Name der Ausstellung                                                         | Beschreibung                                                                                      | externer Beleg |
| --------- | ---------------------------------------------------------------------------- | ------------------------------------------------------------------------------------------------- | -------------- |
| 2007      | Horex                                                                        | Motorräder von Horex, die in Bad Homburg hergestellt wurden                                       | [ 6 ]          |
| 2008      | Adler                                                                        | Fahrräder, Motorräder und Autos der Adlerwerke                                                    | [ 7 ]          |
| 2008      | DKW                                                                          | Autos und Motorräder von DKW                                                                      | [ 8 ]          |
| 2009      | TVR                                                                          | Autos von TVR                                                                                     | [ 9 ]          |
| 2009–2010 | Porsche                                                                      | Autos und Traktoren von Porsche                                                                   | [ 10 ]         |
| 2010–2011 | Vespen, Tiger, Spatz & Co.                                                   | Motorroller und Kleinwagen der Nachkriegszeit in Deutschland                                      | [ 11 ]         |
| 2011      | Tatra                                                                        | Autos von Tatra inklusive Lizenzprodukten                                                         | [ 12 ]         |
| 2012      | 150 Jahre Opel                                                               | Fahrräder, Motorräder, Autos und ein Feuerwehrfahrzeug von Opel                                   | [ 13 ]         |
| 2013–2014 | Männer, Mythen und Motoren                                                   | Rennwagen und Sportwagen                                                                          | [ 14 ]         |
| 2014–2015 | 100 Jahre - Aston Martin                                                     | Autos von Aston Martin                                                                            | [ 15 ]         |
| 2015–2016 | Mit dem Auto in die Kurstadt                                                 | Frühe Autos mit Bezug zum Kurbad Bad Homburg                                                      | [ 16 ]         |
| 2016–2017 | Frauen geben Gas                                                             | Fahrzeuge, die von berühmten Frauen gefahren wurden                                               | [ 17 ]         |
| 2017–2018 | 101 Jahre BMW                                                                | Autos und Motorräder von BMW                                                                      | [ 18 ]         |
| 2019      | Autos im Film                                                                | Berühmte Autos aus Filmen                                                                         | [ 19 ]         |
| 2020/2021 | Alvis                                                                        | Autos von Alvis Cars                                                                              | [ 20 ]         |
| 2022      | Glas Automobile – vom Goggomobil bis zum V8                                  | Autos der Hans Glas GmbH und Goggomobile inklusive Fahrzeuge des spanischen Lizenznehmers Munguía | [ 21 ]         |
| 2023      | 120 Jahre Harley-Davidson                                                    | Motorräder von Harley-Davidson                                                                    | [ 22 ]         |
| 2024–2025 | 55 Jahre BMW E3 und 120 Jahre Gordon-Bennett-Rennen                          | BMW E3 und Gordon-Bennett-Rennen 1904                                                             | [ 23 ]         |
| 2024–2025 | 120 Jahre Gordon-Bennett-Rennen und Konstruktionen von Ernst Neumann-Neander | Gordon-Bennett-Rennen 1904 und Werke von Ernst Neumann-Neander                                    | [ 24 ]         |